# 機動戦士Ζガンダムの登場人物
機動戦士Ζガンダムの登場人物（きどうせんしゼータガンダムのとうじょうじんぶつ）は、テレビアニメ及びアニメーション映画『機動戦士Ζガンダム』に登場する、架空の人物を列挙する。
また、特に説明が必要な人物は各人の項目を参照。表記は基本的に五十音順で行っている。

## エゥーゴ
ここには、反地球連邦組織エゥーゴに所属する人物を挙げる。
以下の人物の詳細は各項目を参照。
- アストナージ・メドッソ
- エマ・シーン - 序盤ではティターンズの1人として登場するが、のちにエゥーゴへ転向する。
- カツ・コバヤシ
- カミーユ・ビダン - 本作の主人公[1]。
- シャア・アズナブル - 本作ではクワトロ・バジーナとして登場しているが、クレジットでは「シャア・アズナブル」と表記されている。[2]
- ハロ
- ファ・ユイリィ
- ブライト・ノア
- ヘンケン・ベッケナー
- レコア・ロンド - 物語中盤でティターンズへ転向する。

### アブ・ダビア
アラブ系で髭を蓄えた中年男性。
テレビ版では詳しい設定画が描かれていたものの、劇中には登場しなかった。小説版ではエゥーゴの拠点スウィート・ウォーターに勤務し、クワトロ・バジーナをブレックス・フォーラ准将の下へ案内する。劇場版IIIでは出演シーンが追加され、『Ζ』本編への登場を果たした。
劇場アトラクション『GUNDAM THE RIDE』では、一年戦争末期にヘンケン・ベッケナーが艦長を務めるスルガのクルーとして登場。アトラクションの観客が搭乗するランチの操縦士という役割を担っている。
スマートフォンゲームアプリ『機動戦士ガンダム U.C. ENGAGE』のイベント「アムロシャアモード」では、終戦直後にヘンケンとともにホワイトベースのクルーが収容されたサラミス級巡洋艦に救助されている。
なお、『機動戦士ガンダムΖΖ』の最終回では、ジュドー・アーシタを見送るエゥーゴの面々の中に登場している。

### アポリー・ベイ
Apolly Bay
声 - 阿部健太（テレビ版、現・柴本浩行） / 大川透（劇場版） / 二又一成（ギレンの野望シリーズ）
アーガマのモビルスーツ（MS）パイロットで、階級は中尉。フルネームは劇場版IIからで、テレビ版では単に「アポリー」である。
ガンダムMk-II奪取作戦から実戦に参加し、ロベルトと共にクワトロを補佐。MSの操縦技術は高く、リック・ディアス隊の指揮を任されるなどアーガマ隊を支える。また、第12話で宇宙に戻るシャトルのパイロットを務めた時には「自分の操縦に文句のあるヤツには100ドル払ってやるから、黙ってくれ」との旨を伝えて乗員の不安を沈めたり、ゼダンの門の攻略戦時にはその作戦をもぐら叩きに例えたりと、ムードメーカー的な言動で仲間の不安を払拭したりもしている。また第13話では、カウントダウン中に起きた盟友ロベルトの戦死に涙しつつも任務に徹し、シャトルを発進させている。
平時においてはカミーユらの良き兄貴分であり、艦長ブライト・ノアらクルーの信任も厚いが、45話におけるゼダンの門攻略戦時にファ・ユイリィのメタスを庇い（小説・映画版では隙を突かれて）、ジェリド・メサが駆るバイアランに撃墜され戦死。
リック・ディアスのほか、ゲルググや、Ζガンダムを一時的に操縦したこともある。小説版では連邦議会に出席しているシャアに代わり、百式に搭乗してカミーユのΖガンダムと共にキリマンジャロに降下している。
「アムロシャアモード」によれば、本名はカール。シャアやホアキン（ロベルト）らとともに0083年以降にアクシズからシャトルでグラナダに向かう。
漫画『機動戦士ガンダム C.D.A. 若き彗星の肖像』では、本名はアンディとされている。また、それらのスピンオフ作品及びゲームにおいて、元はジオン公国軍に所属するシャアの部下であったことになっている。一年戦争終結後アクシズへと逃れ、そこで彼と再会。後にシャアと共にアクシズを離れ、アポリー・ベイの偽名を入手してエゥーゴへと参加している。また『ガンダムウォーズ・プロジェクトΖ』掲載の小説「THE FIRST STEP」では、シャアやロベルトらと共にゲルググを駆り、軟禁されていたブレックス・フォーラを救出している。

### アンナ・ハンナ
Anna Hanna
声 - 入江雅子（テレビ版、『ΖΖ』） / 丸尾知子（『逆襲のシャア』）
アーガマのメカニック担当。シンタとクムがよくなついており、その世話係でもある。『機動戦士ガンダムΖΖ』では衛生兵代わりの仕事も務める。小説版によるとファと同室らしい。フルネームは小説版により、テレビ版では単に「アンナ」である。劇場版でも登場し、台詞もあるが声優は不明。
『機動戦士ガンダム 逆襲のシャア』『機動戦士ガンダムUC』においても、メカニックとしてラー・カイラムに乗船しているが、この時の名前は「ハナン」となっている。

### カシアス・ランク
『ジ・アニメ』1985年6月号に、今後登場するキャラクターのひとりとして紹介されていたが、本編には未登場。
エゥーゴの首脳であり出資者。アンマンに住んでいる。

### キグナン・ラムザ
Kignan
声 - 立木文彦
グラナダに勤務する諜報員で、階級は軍曹。元ジオン公国軍軍曹でシャア（クワトロ）の部下。フルネームは小説版により、テレビ版では単に「キグナン」である。劇場版には登場しない。
「アムロシャアモード」では、一年戦争終結直後にサイド3首都「ズム・シティ」の酒場でシャアと接触し、ミネバ・ラオ・ザビがアクシズにいるらしいという情報を伝え、スペース・ランチを手配する。0083年以降には、シャアらが連邦軍籍を得る手助けをしている。なお、シャアからはフルネームでも呼ばれている。
プレイステーション用ゲーム『機動戦士Ζガンダム』のムービーでは、時期は不明であるがシャアやミネバ・ラオ・ザビらとともに白鳥が飛ぶ湖畔のコテージにいる様子が描かれている。
ゲームブック『機動戦士ガンダム 最期の赤い彗星』（アドベンチャーヒーローブックス）によると、一年戦争終結時はグラナダに勤務しており、シャアのアクシズ行きを支援する。自身はそのままグラナダに残り、諜報活動を続ける。『Ζ』本編では、シャアが地球圏に戻ってきて以来、密かにアクシズの動向を探っている。

### キースロン
Keithron
声 - 菊池正美
アーガマのブリッジ要員で年齢は18歳。資料によっては「キース・ロン」とも表記される。本来は次席通信士なのだが、MSデッキで整備の手伝いをすることもある。カミーユとはアーガマ内でもっとも年齢が近いため、仲がよい。
『機動戦士ガンダムΖΖ』ではアーガマ及びネェル・アーガマに引き続きクルーとして搭乗し、ジュドーらとともに戦っている。

### クム
Qum
声 - 荘真由美（テレビ版） / 沢村真希（劇場版II・III）
戦災孤児。グリプス戦役時、兄のように慕っているシンタと一緒にクワトロ・バジーナに連れられてアーガマに乗船する。主にファ・ユイリィ、アンナ、ハサンらが面倒を見ている。
第一次ネオ・ジオン抗争時もアーガマに乗船している。捕虜となったキャラ・スーンの見張りなども担当するが、ネェル・アーガマには乗らずにブライト・ノアと共に月へ向かっている（『ΖΖ』第37話）。料理をすることもあるが、ジュドー・アーシタが苦そうな顔をするほどまずい（『ΖΖ』第13話）。
劇場版機軸で描かれた『機動戦士Ζガンダム デイアフタートゥモロー ―カイ・シデンのレポートより―』では、シンタとクムの父親はブレックスを暗殺したという濡れ衣を着せられて殺されたことが語られている。また、同書では『ΖΖ』と異なり、グリプス戦役直後にアーガマを降艦させられたとうかがえる台詞がある。

### コールマン
声 - 檜山修之（劇場版II・III）
アイリッシュ級戦艦「ラーディッシュ」のナビゲーター。リーゼントとサングラスが特徴的。艦長のヘンケンからの信頼は厚い。最終決戦時には、他のクルーと共にヘンケンの意を汲んでラーディッシュを盾にして、ヤザン・ゲーブルの攻撃からエマ・シーンを守り抜く。テレビ版では目立つセリフもなく、ほかのラーディッシュ乗員と同様の存在だが、劇場版では大幅に出番が増えている。なお、クレジットでは「ラーディッシュ・クルー」と表記される。

### サエグサ
Saegusa
声 - 塩屋浩三
アーガマの操艦を担当する操舵手兼ナビゲーター担当のブリッジ要員。操縦手としての技量は非常に高く、ブライトの信望も厚い。トーレスとともに、カミーユのよき喧嘩友達である。劇場版では、パプテマス・シロッコとの戦いに勝利し無事生還したことを喜び合うカミーユとファの会話を実況する一幕も見られる。
『機動戦士ガンダムΖΖ』では、第2話でヤザン・ゲーブルのプチ・MSによるアーガマ襲撃によって重傷を負い、以降は登場しないが、最終話でジュドー・アーシタの見送りに来ている。

### サマーン
Samarn
声 - 佐藤正治・塩屋浩三（テレビ版） / 矢部雅史（劇場版III）
アーガマの右舷担当ブリッジ要員で、ナビゲーター補佐を務める。ティターンズのサイド2への毒ガス攻撃も察知している。
『機動戦士ガンダムΖΖ』でも引き続きブリッジ要員として戦うが、ネェル・アーガマには搭乗していない。

### シーサー
Caesar
声 - 高宮俊介（テレビ版） / 望月健一（劇場版）
アーガマ左舷を担当するナビゲーター。航法のみならず、MSの発着管制、通信の応対などもこなす。いつも画面の隅にいるが、特に後半や『ΖΖ』はトーレスが目立っていたため、出番を奪われている。
『機動戦士ガンダムΖΖ』では、サエグサが負傷したため、操舵も担当している。ネェル・アーガマには搭乗していない。

### シンタ
Shinta
声 - 坂本千夏（テレビ版） / 相田さやか（劇場版II・III）
戦災孤児。妹のように可愛がっているクムと一緒にクワトロに連れられてアーガマに乗船する。おもにファ、アンナ、ハサンらが面倒を見ている。また、将来はパイロットになりたがっている。ロザミア・バダムがアーガマに乗り込んでからは仲良くなったゆえに、彼女の脱走に協力してしまう。その後カミーユにロザミアを助けて欲しいとせがむ。
『ΖΖ』でもアーガマに乗船し、子供ながら捕虜となったゴットン・ゴーやキャラの見張りなどもおこなう（『ΖΖ』第16話など）。また、自分たちを可愛がってくれたファがアーガマを降りてからも、クムとともにアーガマのクルーとして仕事を手伝うなどしっかりした姿を見せるようになる。第31話ではコア・ベースの発進誘導も担当している。ネェル・アーガマには乗船せず、ブライトとともに月へ向かう（『ΖΖ』第37話）。
劇場版機軸で描かれた『機動戦士Ζガンダム デイアフタートゥモロー ―カイ・シデンのレポートより―』では、シンタとクムの父親はブレックスを暗殺したという濡れ衣を着せられて殺された事が語られている。また同書では、『機動戦士ガンダムΖΖ』と異なり、グリプス戦役直後にアーガマを降艦させられたと思わせるセリフがある。

### トーレス
Torres / Trace
声 - 阿部健太（現・柴本浩行）
アーガマの左舷を担当するほか、通信・索敵も担当するナビゲーター。ブリッジクルーのリーダー的存在でもあり、カミーユとは軽口を言い合ったり喧嘩したりする間柄である。ホンコン土産のホロテープを頼まれたカミーユが多忙の中でも買ってきているところから、かなりの仲のよさがうかがえる。また、ブリッジでの私闘でカミーユやサエグサと共に自習室に入れられたり、作戦中にシーサーと雑談してブライトに怒られることもある。カミーユからは口喧嘩の末、「トーストにしてやる」と陰口を叩かれている。ブライトがグワダンにてハマーン・カーンと会談をおこなう際には、アーガマのキャプテン・シートに座っている。
『機動戦士ガンダムΖΖ』では、子供時代のエピソードも語られている。10歳まではグラナダに住んでおり、「弱虫トーレス」と呼ばれるほどの気弱な少年であった。セシリアは幼なじみである。ブライトが幽閉された際のアーガマやビーチャがMSで作戦中などのネェル・アーガマでは、代理艦長として指揮を執っている。また、アーガマがパイロット不足の際にはメタスに搭乗して出撃しているが（第7話）、「動かすぐらいなら」程度の腕のため、敵のガザの嵐隊に翻弄されて戦果は無い。

### トラジャ・トラジャ
Toraja Toraja / Tragier Tragier
声 - 戸谷公次
アーガマの整備士。整備班長のアストナージと共にアーガマのMS隊を影から支えている。MSの整備にかけてはアーガマ内でも屈指の技術を持っている。几帳面な性格であり、アーガマ内では珍しく階級章を常に身につけているが、その階級は不明である。
『機動戦士ガンダムΖΖ』では、ビーチャ・オーレグがわがままで出撃を拒んだ際、代わりに出撃しようとする。ビーチャはそれに諭され、結局出撃している。

### トリッパー
Tripper
声 - 菊池正美
リック・ディアス隊の一員。コロニー落下作戦阻止の際に、アーガマのMSパイロットとして部隊の先陣を切ってシャクルズで発進し、活躍している。

### ハサン
Hasan
声 - 佐藤正治
アーガマに乗艦している医師。アラブ系の浅黒い肌に、口髭を生やしている。スパイ容疑がかかったロザミア・バダムを診察し、強化人間であることを解明する。
小説『機動戦士ガンダムUC』では、宇宙世紀0096年の時点でネェル・アーガマに軍医として乗船している。バナージ・リンクスと、人が他者と分かり合うためにすべきことについて語り合う。小説版では、ガエル・チャンにも気さくに接している。

### バッチ
Batch
声 - 塩屋浩三 / 菊池正美（劇場版III）
アーガマのMSパイロットで階級は中尉。リック・ディアス隊の一員だが、搭乗予定の機体をファ・ユイリィに無断で使用されたこともある。第38話でハンブラビ隊の海ヘビにより機体を三方向から磔にされた姿で電撃を受け、その腹部をビームで撃ち抜かれて戦死する。その報告を聞いたアポリーは涙を流し、ひどく落胆する。劇場版では死亡シーンがなく、アポリーの戦死に居合わせている。

### ハヤイー
声 - 塩屋浩三
アーガマのブリッジクルーで、索敵を担当。ティターンズから投降してきたエマを監視する。劇場版には登場しない。

### ブレックス・フォーラ
Blex Forer
声 - 藤堂貴也（テレビ版） / 石井康嗣（劇場版） / 沢木郁也（『ギレンの野望』シリーズ〈『ジオン独立戦争記』まで〉）
地球連邦軍の准将。58歳。地球連邦政府議会員の資格を持つ一方、反地球連邦組織エゥーゴの指導者でもある。一年戦争当時の具体的な描写はないが、家族を全て失う悲劇に見舞われている。ティターンズのジャミトフ・ハイマンやバスク・オムとは何らかの因縁があるようだが、劇中で語られることは無かった。
一年戦争後にジャミトフが連邦軍内の地球至上主義者を利用して軍閥を形成し、デラーズ紛争を口実にティターンズを設立すると、ブレックスはこれに対抗するために軍内の少数派に成り下がっていた改革派の軍人や財界人への地道な根回しをおこない、アナハイム・エレクトロニクスの資金力により月面都市やスペースコロニーの一部にシンパを獲得し、クワトロ・バジーナなどの旧ジオンの人脈とも手を組む。そして、反乱分子の増長に業を煮やしたティターンズによる30バンチ事件を契機にブレックスは半ば公然と活動を開始し、エゥーゴを旗揚げしてアーガマやリック・ディアスなどの軍事力を整備する。
宇宙世紀0087年3月、アーガマに搭乗してガンダムMk-II強奪作戦等の一連の作戦（第1話、第2話、劇場版I）の指揮を執る。カミーユを「アムロ・レイの再来」と称し、カミーユがニュータイプであることに期待する。また、クワトロの正体がシャア・アズナブルであることを知りつつもエゥーゴの幹部として遇し、絶大な信頼を寄せる。シャアもブレックスに対しては敬愛の情を抱いており、後述の暗殺の際には悲しんでいる（第24話、劇場版II）。同年8月17日、地球連邦議会で現在の地球の危機を訴えるべく、政治家達の宇宙移民を求める演説を予定していた矢先、ティターンズの放った刺客によって暗殺され、死の直前にシャア（クワトロ）に後事を託す。劇場版では、ブレックスを暗殺させたのはジャミトフではなくバスクだったことが示唆されている。
ティターンズの人質を使った恫喝に対して即座に拒否しようとするなど、信念を優先する激情家の傾向がある。しかし、アナハイムと交渉して連邦軍内部に組織細胞を作り上げるなど、その手腕には確かなものがある。安彦良和によれば、「一見温厚そうな人」との注釈つきの富野ラフ画からクリンナップされたキャラクター。

### ボティ
Botty
声 - 菊池正美
リック・ディアス隊の一員で階級は中尉。第45話では他の乗組員とともにアポリーの死を悼む姿が見られる。メールシュトローム作戦発動時にはクワトロから援護を頼まれていることから、信頼される高い操縦技能を持っていることが分かる。最終決戦にも参加し、ファを助ける活躍を見せる。
『機動戦士ガンダムΖΖ』には登場せず、その後の消息は不明。

### マナック
Manack
声 - 三川二三（劇場版III）
アーガマの乗組員でメカニック担当。最終決戦時にアーガマの被弾により負傷するが、『機動戦士ガンダムΖΖ』にも回復した姿で登場する。

### マニティ・マンデナ
声 - 藤井佳代子
グラナダに勤務する地球連邦軍少佐。エゥーゴの参加者でもあり、戦艦「アイリッシュ」の艦長を務める。

### ロベルト
Roberto / Robert
声 - 塩屋浩三
エゥーゴ所属のMSパイロットで、階級は中尉。リック・ディアスに搭乗し、クワトロ（シャア）を同僚のアポリーとともに補佐する。
『Ζ』劇中では、グリプス戦役時、アポリーと共にアーガマの中心として活躍するが、ケネディ宇宙港にてブランが搭乗するアッシマー（小説版ではロザミアのギャプラン）の攻撃で戦死する。また、劇場版では戦死の描写が無く、いつの間にか登場しなくなっている。
「アムロシャアモード」では、本名はホアキン。シャアやカール（アポリー）らとともに0083年以降にアクシズからシャトルでグラナダに向かう。
漫画『機動戦士ガンダム C.D.A. 若き彗星の肖像』では、本名はリカルド・ヴェガとされる。また、それらのスピンオフ作品及びゲームにおいて、元はジオン公国軍に所属するシャアの部下であったことになっている。一年戦争終結後アクシズに逃れ、そこでシャアと再会する。MSパイロットとしては優秀で、ラカン・ダカラン相手の実戦訓練においてアポリーと共にラカン小隊を圧倒する。またアムロ・レイの回避パターンを持つジムに対しても接近戦で撃墜したり、アクシズの内乱においてはMS隊長として活躍する。のちにシャアと共にアクシズを離れ、ロベルトの偽名を入手しエゥーゴに参加したとされる。
漫画『機動戦士Ζガンダム Define』ではキリマンジャロ基地攻略作戦時にジェリド・メサが駆るバイアランに撃墜され戦死。

## カラバ
ここには、カラバに所属する人物を挙げる。
以下の人物の詳細は各項目を参照。
- アムロ・レイ
- ハヤト・コバヤシ
- ベルトーチカ・イルマ

### ノーマン
声 - 平野義和
カラバのメンバー。ベルトーチカの放った伝書鳩をヒッコリーで受け取る。

## ティターンズ
ここには、地球連邦軍のエリート部隊ティターンズに所属する人物を挙げる。
以下の人物の詳細は各項目を参照。
- エマ・シーン
- サラ・ザビアロフ
- ジェリド・メサ
- ジャミトフ・ハイマン
- バスク・オム
- パプテマス・シロッコ
- ヤザン・ゲーブル
- レコア・ロンド

### アジス・アジバ
Addis Aziba / Ajiz Aziba
声 - 矢尾一樹
ダカール守備隊のMSパイロットで、階級は中尉。劇場版には登場しない。
ほかのダカール基地所属兵と同様に、ティターンズのマークを軍服の左胸に着けている。検問所で議事堂警備担当の連邦兵からセクハラを受けそうになっていたベルトーチカ・イルマを救う。その際ベルトーチカの会話で自身の発言が誰か(ジャミトフ・ハイマン)の思想の受け売りであることを指摘される。
カラバのダカール襲撃に際しては肩の骨にヒビが入っていたため出撃せず、基地内でクワトロ・バジーナ=シャア・アズナブルの連邦議会での演説中継をテレビで視聴し、その際に画面に映るベルトーチカを目撃している。直後に第一戦闘用意がかかりアッシマーで出撃。ダカール市街上空に侵入していたカミーユのΖガンダムと戦闘に入り、撃墜された僚機が街に墜落しそうなところを支えようとした際に、アッシマー1機では支えられなかったところをΖガンダムに救われ、カミーユに演説を聞くよう諭される。
シャアの演説を聞くうちに放送を妨害しようとカラバに戦闘を仕掛けたティターンズに疑問を抱き始め、通信施設を攻撃しようとしたハイザックを妨害し、Ζガンダムを攻撃しようとしたジェリド・メサが乗るバイアランの前に立ちはだかり、ティターンズが正しいのであれば議会で証明すべきだと制止を試み、ジェリドに機体をビームで撃ち抜かれるものの、辛うじて一命は取り留めている。
温厚で誠実な青年士官であり、ティターンズ全てが傲慢なエリートではなく、分かり合えることを証明する人物。
劇場版機軸で描かれた漫画『機動戦士Ζガンダム デイアフタートゥモロー ―カイ・シデンのレポートより―』では、議会の護衛のためにダカールに向かう前にカナダでベルトーチカと出会い、テレビ版と同じような会話を経てティターンズに従うだけの自分に対して疑念を抱くようになる。前述の通り誠実な青年ではあるが、親の決めた婚約者の顔も知らないなど朴念仁な面も描かれている。
近藤和久の漫画版では名無しの士官として登場し、シャアの演説に熱心に聞き入っている。

### アドル・ゼノ
Adol Zeno
声 - 菊池正美
25話と26話に登場するティターンズの若きMSパイロット。緑の髪と緑の瞳が特徴の青年である。ヤザンの部下で、階級は曹長。アレキサンドレアに配属。ヤザンに睾丸を掴まれて萎縮していることを知られ、彼に「堂々としていないと死ぬぞ」と叱咤激励されている場面も見られた。
2回目の出撃でカツやエマと交戦した際に、華麗な操縦で二人を追い詰めていた。だが、カミーユの攻撃で、スパイクアーマーと頭部を被弾して乗機のハイザックがグワジンに引っ掛かり、そのまま同艦に潜入する。勇気を出して拳銃とナイフでカツとエマに迫るが、ジャマイカンの命令でアレキサンドリアから発射されたメガ粒子砲がすぐそばに直撃し吹き飛ばされた。

### カクリコン・カクーラー
Kacricon Cacooler
声 - 戸谷公次 / 斉藤次郎（ゲーム『SDガンダム GGENERATION SPIRITS』以降の関連作品）
MSパイロットで、階級は中尉。宇宙世紀0063年生まれで24歳（小説版）。ジェリドのよきライバルであるが、直情的なジェリドよりはるかに大人（小説版での登場人物紹介より）。パーソナル・エンブレムとして、鳥の翼を乗機やノーマルスーツのヘルメットと胸部に描いている。
ジェリド、エマとは同期で、ガンダムMk-IIのテストパイロットとしてグリーン・オアシスに招集される。グリプスに降り立つなりクワトロ率いるエゥーゴ、アーガマのMS隊によるガンダムMk-II奪取作戦に遭遇、彼も2号機に乗り迎撃に出るものの、同じく3号機に乗ったカミーユに不意を突かれ乗機を奪われてしまう。この事件をきっかけにジェリドとともにアーガマの追撃に参加。ハイザックに搭乗し、物語序盤でカミーユと数々の死闘を繰り広げる。
第11話で、エゥーゴによるジャブロー攻撃作戦時に追撃部隊としてマラサイで出撃。ジェリドと共に大気圏突入時にMk-IIを強襲するが、危険高度まで下がったことでバリュートがオートマチックで開いてしまう。結局、バリュートがMk-IIのフライングアーマーと接触、破裂したために大気圏への突入に失敗し、機体ごと燃え尽きて戦死。その際に恋人アメリアの名を呟きその姿を思い浮かべる。カクリコンの死は、戦友であるジェリドに仇討ちを誓わせ、カミーユへの復讐心をさらに強めることとなる。
漫画『機動戦士Ζガンダム Define』ではそれほど優秀ではなく、複数回の受験を行い、かろうじてティターンズ入りを認められた人物となっている（ティターンズの選考に関する書類を閲覧できる恋人アメリアの協力で、内部データの盗み見までやっていたとされる）。そのために原隊への「降格」を恐れる粗暴なキャラクターとして描かれている。その粗暴ぶりは、エゥーゴ襲来のどさくさにまぎれてガンダムMk-IIでブライト・ノアを踏み殺そうとするほどである。その後、Mk-II強奪の責任を取らされ、ティターンズに不審を抱くエマ・シーンを捨て駒にしての敵MS強奪というバスクからの「特命」を受け、カミーユ両親の人質交渉に随行。リック・ディアスを奪取し帰還する際に、追ってきたカミーユのMk-IIによって撃墜されて戦死する。

### ガディ・キンゼー
Gady Kinsey
声 - 戸谷公次（テレビ版・劇場版III） / 今村直樹（劇場版I）
重巡洋艦「アレキサンドリア」の艦長を務めた連邦軍人。有能な船乗りで、アレキサンドリアの乗組員やMSパイロットを巧みに掌握してエゥーゴと戦う。
アーガマの追撃の際にバスクやジャマイカンを補佐し、エゥーゴに強奪され色を塗り替えられたサラミス改級巡洋艦「サチワヌ」を見分けるなど歴戦の船乗りの実力を垣間見せる。ジャマイカンがヤザンの恨みを買ってアレキサンドリアの艦橋を直撃されて戦死した時には、その場にいなかったため難を逃れている。
その後、破損した艦橋を修理しつつエゥーゴの追討を続行し、ジェリド、マウアーらアレキサンドリアMS部隊によるサイド2への毒ガス攻撃やアーガマに対する攻撃などをおこなうものの、いずれも後一歩のところで阻まれている。人望の薄かったジャマイカンとは異なり、さばけていて冷静な性格からジェリドを始めとする部下達からは慕われている。
シロッコの台頭後はヤザンと同様彼に接近し、ハマーンの行動を黙認するなどバスクの命令に忠実ではなくなっていく。しかし、グリプス決戦においては、ティターンズ艦隊がコロニーレーザーの射線軸上に集結していたため、その直撃を受けて乗艦とともに消滅し、戦死する。
名前はテレビ版の劇中ですでに登場していたが、劇場版Iでは「アレキサンドリア・キャプテン」というクレジットになっている。しかし、劇場版IIIではパンフレットにも名前で掲載されている。
漫画『機動戦士ガンダム C.D.A. 若き彗星の肖像』では、宇宙世紀0083年3月にゼブラゾーンに潜伏するジオン残党軍基地ヴァールシカ攻略のため、グリーン・ワイアット中将率いる連邦艦隊に大尉として所属。副官としてワイアットを補佐している。
漫画『機動戦士Ζガンダム Define』では容姿が変更され、より年長の軍人らしい顔立ちになっている。

### カラ
Kara
声 - 高宮俊介 （テレビ版）/ 室園丈裕（SS版ゲーム『機動戦士Ζガンダム 後編 宇宙を駆ける』）
ティターンズ所属のMSパイロット。劇中ノーマルスーツの階級章は少尉。サイド2の13バンチコロニー「モルガルデン」で、ソラマと共にハイザック・カスタム（隠れハイザック）を使いエゥーゴのMSを9機撃墜する。しかし、10機目に狙ったのが、モルガルテンでハマーンやミネバと会談するためにやって来たクワトロの乗る百式だったため、あっけなく撃墜される。劇場版には登場しない。

### キッチマン
Kitchman
声 - 沢木郁也
ティターンズ所属のMSパイロットで、階級は軍曹。カクリコンとともにハイザックを駆ってアンマン市に停泊中のアーガマに奇襲をかけるが、ガンダムMk-IIに撃墜される。カクリコンが差し入れるチキンバーガーに愚痴をこぼすが、これが最後の食事となる。

### ゲーツ・キャパ
Gates Capa
声 - 矢尾一樹 / 村瀬歩（GQuuuuuuX）
ティターンズ所属のMSパイロットで、階級は大尉。バスク率いる強化人間部隊の一員。左右の長さが違う髪型をしている。劇場版には登場しない。
白と灰色のバウンド・ドックに搭乗し、サイコ・ガンダムMk-IIに搭乗するロザミア・バダムの兄役を演じ、彼女に指示を与えるが、不安定なロザミアの精神制御を出来ずにいた。その後、バスクの乗艦であるドゴス・ギアがレコアの攻撃で撃沈。更にロザミアも戦闘で死亡したことで、サイコミュによって精神を同調していたゲーツは錯乱状態となる。その後は登場しないが、復帰して最終決戦に参加したとされる。
小説版ではグリプス2での最終決戦でエゥーゴがコロニーレーザーを発射したあとに、カミーユと邂逅したロザミアと交戦し相討ちとなる。
また、劇場版機軸で描かれた漫画『機動戦士Ζガンダム デイアフタートゥモロー ―カイ・シデンのレポートより―』ではアッシマーの飛行テストを行う様子などが描かれており、ティターンズ崩壊時はキリマンジャロ基地でロザミアと思われる女性とともにサイコ・ガンダムでの出撃が描かれている。
スマートフォンゲームアプリ『機動戦士ガンダム U.C. ENGAGE』のイベント「アムロシャアモード」では、テレビ版とも劇場版とも異なるストーリー展開で描かれたキリマンジャロ攻略戦に登場。バイアランに搭乗し、ロザミアのサイコ・ガンダムと連携してクワトロのディジェおよびアムロのリック・ディアスと交戦する。
漫画『機動戦士Ζガンダム Define』ではギャプランに搭乗。
一年戦争においてジオン公国が勝利した世界線の宇宙世紀0085年を描くテレビアニメ『機動戦士Gundam GQuuuuuuX』では中尉。バスクからキシリア・ザビの暗殺を命じられ、ムラサメ研究所の強化人間でサイコ・ガンダムのパイロットであるドゥー・ムラサメと共にクランバトルに参加する体裁を取って出撃。ハンブラビに搭乗し、イズマ・コロニー内でシャリア・ブルのキケロガと戦闘を繰り広げるが、ドゥ―にオールレンジ攻撃に対し注意を促した直後、有線制御式メガ粒子砲で機体を撃ち抜かれ撃墜される。

### ゴトジ・ゴッシュ
声 - 沢木郁也
アレキサンドリアのブリッジ要員。

### サーチン
声 - 喜多川拓郎
アレキサンドリアのブリッジ要員。

### シドレ
Siddeley / Sydle
声 - 入江雅子
ティターンズ所属のMSパイロットで、階級は曹長。ニュータイプの素質ありとされ、サラとともにジェリドのMS小隊に配属。戦闘中にΖガンダムによって撃墜される。一部資料では、性別について男性であることを示唆するものもある。

### ジャマイカン・ダニンガン
Jamaican Daningan
声 - キートン山田 / 宇垣秀成（ゲーム『機動戦士ガンダム U.C. ENGAGE』）
ティターンズ将校でバスクの腹心。階級は少佐。年齢は30代後半。作戦参謀に艦隊指揮から作戦立案までこなし、シロッコの危険性を察知するなど、人物眼や指揮能力はなかなか有能である。その一方で上官であるバスクに取り入る腰巾着であり、典型的な中間管理職的存在として描かれている。ティターンズ内での人望も芳しくない。
上司には卑屈な一方で部下には厳しく、特に自らに意見する者は作戦行動の中で死亡するよう仕向ける卑劣ぶりを発揮。自分と作戦方針を巡り対立するライラの苦境を見殺しにした挙句に、加勢しようとするジェリドの出撃を認めずライラを死亡に至らせた他、素行の悪さを軽蔑しているヤザンが命からがら帰還した際には「あれだけ大口言っていながら、逃げ帰ってきたのか」と吐き捨てたうえ、彼を巻き込む事を承知で砲撃をおこなうなど、友軍への被害を顧みない行動を幾度もおこなっている。テレビ版では後述のように戦死するが、その後ガディからは、ジャマイカンのせいでアレキサンドリアが戦功を立てられなかったかのように言われる始末で、部下からの信望も全く無かったことが察せる。また、卑劣さに加えバスクに匹敵する残忍性も兼ね備えており、前代未聞の連邦主導によるコロニー落としを実行している。　ニュータイプに関しては「ビデオ屋の創造物」と否定的である。
アレキサンドリアに指揮官として乗艦するが、エゥーゴとの交戦時にヤザンが上記砲撃の報復として、敵MS（エマ搭乗のスーパーガンダム）を誘導しそのビーム・ライフルの射線上にアレキサンドリアがいる状態で撃たせ回避することで、ビームがブリッジに直撃して戦死する。なお劇場版では登場場面が大幅に減らされており、戦死シーンも削除されいつの間にか姿を消している。小説版ではコロニーをグラナダに落下させる作戦に失敗したあと、失脚してアレキサンドリアから更迭され、以降は登場しない。近藤和久の漫画版ではアポロ作戦で抜け駆けしたシロッコを叱責するが、後の戦闘ではエゥーゴのメガランチャー部隊の射撃準備を察知したシロッコにより、ジャマイカンが搭乗するアレキサンドリアに自軍のMS部隊を集結するよう命令され、これを良い的としたメガランチャーの一斉射撃を受け謀殺される。
漫画『機動戦士Ζガンダム Define』でも基本的な性格は変わっていないが、バスクの不興を買わないように焦り、怯えている側面が強調されている。また、原作よりも年長の初老の顔立ちをしている。
漫画『機動戦士ガンダム MSV-R 宇宙世紀英雄伝説 虹霓のシン・マツナガ』では、一年戦争初期に連邦軍大尉として登場。パオロ・カシアス指揮の下で実行された月面のマスドライバー奪還作戦に携わるが、地球連邦シンパの月面都市、およびその市民軍の巻き添えによる犠牲を考慮しない攻撃指揮を行う。
『愛と戦いのロボット 完全保存版』で発表されたアンケート「みんなで選ぶロボットアニメーションベスト100」では、「一番極悪な悪役・敵役は？」で第84位にランクインした。

### スコール
第44話に登場。ジュピトリス所属のMSパイロットで、サラ・ザビアロフ曹長のボリノーク・サマーンに付き従う2機のハイザックのうち1機に搭乗。3機でアーガマを襲撃し、Ζガンダムを挟み撃ちにしようとして僚機は撃破されるが、スコール機は頭部と右腕を破壊されただけで見逃されている。

### ソラマ
Sorama
声 - 矢尾一樹
ティターンズ所属のMSパイロット。劇中でのノーマルスーツの階級章は少尉。劇場版には登場しない。サイド2の13バンチコロニー「モルガルデン」で､カラとのコンビでハイザック・カスタムを使いエゥーゴのMSを9機撃墜する。しかし10機目の百式との戦闘中、ガザCのビームが直撃し戦死。

### ダンケル・クーパー
Dunkel Cooper / Dungel Cooper
声 - 菊池正美
第33話より登場。ティターンズ所属のMSパイロットで階級は中尉。ヤザン、ラムサスと共にハンブラビ隊を結成する。同僚のラムサス共々、着用するノーマルスーツのカラーは明るめの青地に黄色のラインが入ったカスタム仕様。名前は「ダンゲル」と表記されることがある。
ヤザンだけを信頼し、彼の命令とあらば軍規を破る事もいとわないが、普段は至って無口でおとなしい。
三位一体の攻撃で何度もカミーユを初めとするアーガマのメンバーを苦しめる。グリプス2での最終決戦においてエマのスーパーガンダムに乗機のハンブラビの下半身を破壊されるが、爆発シーンはなく生死不明。

### デーバ・バロ
Dava Balo
声 - 福士秀樹（テレビ版） / 藤原勝也（劇場版I）
アレキサンドリア所属のMSパイロットで、階級は中尉。資料によっては「ディーバ・バロ」とも表記され、劇場版でもこちらの名で登場する。設定画では「メッサーラ・バロ」という名で表記されており、小説版もこの名前である。
エマの指揮でガンダムMk-IIに搭乗し、カクリコンと出撃するところを、謀反を起こしたエマによって銃床で殴られ気絶する。その後、ハイザックを駆ってジャブローに降下し、クワトロらエゥーゴのMS部隊と交戦するが、ジャブローに設置されていた核爆弾の爆発に巻き込まれて戦死する。

### ハイファン
Hyfan
声 - 平野正人（テレビ版） / 大川透（劇場版III）
ジュピトリスの艦長。シロッコ不在時にジュピトリスの指揮権を任されるほど、シロッコからの信頼は厚い。ジュピトリスがティターンズに屈せず独自に行動できたのは彼の働きによる所も大きいと言える。
『機動戦士ガンダム ヴァルプルギス』では、戦死したシロッコを復活させるためにクランを設立して総帥として行動し、シロッコのクローンである「マシロ・オークス」、白のグリモアと呼ばれるMS「オーヴェロン」と全人類をカミーユ・ビダンと同じ状態にさせる戦略兵器「サイコ・フレア オルフェウス」を開発し、信奉者達を使い暗躍する。

### バッハ
声 - 高宮俊介
アレキサンドリアのブリッジ要員。

### ハミル
Hamil
声 - 菊池正美
ドゴス・ギア所属のMSパイロットで、階級は中尉。彼のMS隊には、ティターンズに寝返ったばかりのレコアが配属される。バーザムに搭乗し、アーガマのMS隊と交戦し撃墜される。

### ピーターセン
Pitersen
レコアの指揮する毒ガス作戦に参加するMSパイロット。ハイザックに搭乗。

### ブト
声 - 鈴木清信
アレキサンドリアのブリッジ要員。

### ホリィ
Hollie
戦死したシドレに代わってジェリドのMS小隊に配属されたパイロットで、階級は曹長。

### マイク
Mike
声 - 塩屋浩三
ダカール守備隊のMSパイロット。アジスとともにエゥーゴ、カラバを迎撃するために出撃するが、搭乗機のアッシマーを撃墜され脱出する。

### マウアー・ファラオ
Mouar Pharaoh
声 - 榊原良子（テレビ版） / 林真里花（劇場版II）
ティターンズ所属のMSパイロットで、階級は少尉。ジャブロー内のニュータイプ研究所で訓練を受けている。
知的かつ冷徹な性格でシロッコとジェリドのやり取りを見て「二人はどのように動くのか」と興味を持ちながら達観しようとした。だが、シロッコに「大人（の女）には大人の男が似合う」と誘惑されることで、この言葉に不快さを覚えて彼を拒み、ジェリドを選んだ経緯がある。
第12話で、核爆発が迫るジャブロー基地から脱出しようとする輸送機にすがりつくジェリドに機上から手を伸ばして助け、以後彼のパートナーとして行動をともにする。ハイザックやガブスレイに搭乗し、ジェリドとコンビを組んで何度かカミーユと戦い、時には窮地に追い込む。ジェリドとの関係は出撃前にキスを交わすまでに発展するが、第30話でガディが命じた奇襲作戦で、Ζガンダムの攻撃からジェリドを庇って戦死する。死後もなお嘆き悲しむジェリドを思念体となって勇気づけ、操縦桿を取らせる。なお「カミーユと面識のある戦死した女性ＭＳパイロット」では唯一、50話で登場していない。
着用している制服、ノーマルスーツはいずれも、ティターンズの一般的な仕様とは細部が異なるカスタム仕様である。年齢は、劇場版パンフレットには17歳とあるが、テレビ版では同年齢の設定であるカミーユを「子供」と呼ぶシーンがある。
『機動戦士Ζガンダム Define』では、ジャブローの核爆発の監視官の任に就いている。

### マサダ
Masada
声 - 鈴木清信
アレキサンドリアのブリッジ要員で、階級は軍曹。アンマン市奇襲の援護のため、ジェリドを呼びにフォン・ブラウン市に向かう。劇場版には登場しない。

### マトッシュ
Matosh
声 - 沢木郁也（テレビ版） / 松本大（劇場版I）
カミーユを尋問したMP。（小説版では暗に性的ないやがらせをした上に）カミーユに暴行を加えるが、その事を根に持ったカミーユが強奪したガンダムMk-IIのバルカンを発砲し、威嚇される。

### ムソール
アレキサンドリアのブリッジ要員。

### ムリョ
アレキサンドリアのブリッジ要員。

### ラムサス・ハサ
Ramsus Hasa
声 - 広森信吾（現・森しん）
第33話より登場。ティターンズ所属のMSパイロットで、階級は中尉。ヤザンや同僚のダンケルと共にハンブラビ隊を構成する。ダンケル共々、着用するノーマルスーツのカラーは明るめの青地に黄色のラインが入ったカスタム仕様。ティターンズ寝返った直後のレコアに興味を示すが「ちょっと落とせないな」と口説くのは諦めている。
三位一体の攻撃で何度もカミーユらアーガマのメンバーを苦しめるが、グリプス2での最終決戦においてエマのスーパーガンダムが放ったロング・ライフルが乗機のハンブラビを直撃、戦死する。その死に際してヤザンは彼の名を叫び、激昂した。

## 地球連邦軍
ここには、地球連邦軍及びその下部機関であるニュータイプ研究所に所属する人物を挙げる。ただし、エゥーゴ、カラバに所属する人物は除く。
以下の人物の詳細は各項目を参照。
- フォウ・ムラサメ
- ライラ・ミラ・ライラ
- ロザミア・バダム

### エディ
Eddy
テレビ版第3話に登場。サラミス改級巡洋艦「ボスニア」所属のライラ・ミラ・ライラ率いるMS隊のパイロットで、ガルバルディβに搭乗。アーガマ襲撃の際に、クワトロのリック・ディアスに撃破される。搭乗機と、台詞で名前が呼ばれる（発音は「エデー」）のみで、本人は登場しない。
漫画『機動戦士Ζガンダム Define』では、「モンブラン」の艦砲射撃により撃破されている。こちらも本人は登場しない。なお、同作品では「ボスニア」はティターンズ所属となっている。

### キム・カーリン
Kim Kerin
ピョンヤン・ニュータイプ研究所の強化人間。女性。宇宙世紀0072年8月3日生まれ。
第36話でカミーユ・ビダンがティターンズのキリマンジャロ基地に潜入した際に強化人間のデータを検索、そのときにロザミア・バダム、フォウ・ムラサメとともに彼女の顔写真付きデータが一瞬表示される。データは英文表記であるが、のちに『ガンダムエース』連載記事「データガンダム－俊傑群像－」で氏名のカタカナ表記が明らかとなった。

### シドレ（連邦軍）
声 - 戸谷公次（テレビ版） / 田中一成（劇場版I）
ジャブロー勤務で、階級は少佐。エゥーゴによるジャブロー攻撃の際に捕虜となり、アポリーらにティターンズの仕掛けた核爆弾の存在について「嘘だったら銃殺刑にしてもいい」と言い必死に訴える。その後、エゥーゴ、カラバとともにジャブローを脱出する。
名前はジドレと表記されることもある（テレビ版の劇中では実際にジドレと名乗っている）。ティターンズのシドレ曹長とは無関係。

### チャン・ヤー
声 - 喜多川拓郎
ルナツー所属のサラミス改級巡洋艦「ボスニア」の艦長で、階級は少佐。ティターンズと協力してアーガマを追撃する。ライラの上官で、彼女の荒っぽい口調を苦々しく思っている。劇場版には登場しない。

### テダム
Tedam
声 - 田中一成（劇場版II）
ベン・ウッダーの部下で、階級は軍曹。カミーユとの接触に成功したフォウの監視・報告をおこなう。フォウを「ナンバー・フォウ」と呼んだためにフォウに平手打ちされる。なお、テダムという名前は劇場版で判明した。

### テッド・アヤチ
声 - 藤堂貴也（テレビ版） / 宇垣秀成（劇場版I）
巡洋艦ハリオの艦長で、階級は少佐。ティターンズに協力するが、自分より階級が低いシロッコに言い負かされ下手に出る。

### ナミカー・コーネル
Namicker Cornel
声 - 入江雅子（テレビ版） / 津田匠子（劇場版II）
ムラサメ研究所の主任インストラクター。フォウの調整と監視のためにブランの元に派遣される。フォウを道具として扱っている。カミーユがキリマンジャロ基地に侵入した際、「人間の記憶をそう簡単に消したり戻したり出来るわけが無い」という真相を簡単に吐露してしまうなど、軍務に向いた人物とは言い難いところがある。劇場版ではスードリに到着した際、ゴンドラにしがみついて震えているところをフォウにたしなめられるシーンがあり、高所恐怖症であることがうかがえる。
小説『フォウ・ストーリー そして、戦士に…』ではフォウの記憶操作に反対するものの、ムラサメ博士に意見を押し切られている。
「アムロシャアモード」では、0081年に日本の鳥居がある海岸でムーバブル・フレームおよび全天周囲モニター・リニアシートを備えたMS（外観はジム・コマンド）の模擬戦（パイロットはアムロ・レイ大尉）を見守る。その後、ほかの所員らとの話し合いで、現役を退いても高い能力を示すアムロがもし敵に回ったら危険であると判断する。

### ヒルダ・ビダン
Hilda Bidan
声 - 高島雅羅
地球連邦軍の技術士官で、同じく技術士官のフランクリンの妻でカミーユの母親。材料工学を専門とし、おもに装甲材などの開発を手がけ、ドゴス・ギアの建造にも関わっている。階級は中尉。夫に同じく仕事の虫であり、家族を振り返る暇もないためその関係は冷え切っている。フランクリンに愛人がいる事は知っており、仕事の邪魔をされないという理由から無関心のようであるが、カミーユがジェリド達と乱闘沙汰を起こした時は身元引受人として迎えに行くなど、フランクリンと比べるとまだ親としての自覚はあるようである。
ガンダムMk-IIを奪ったカミーユの親という事でティターンズに人質とされ、カプセルに閉じ込められて宇宙空間に放たれる。そしてカプセルの中に人がいるということを知らされずに爆弾と勘違いしているジェリドに狙撃され、カミーユの目の前で殺される。

### フランクリン・ビダン
Franklin Bidan
声 - 石森達幸（テレビ版） / 沢木郁也（劇場版I）
地球連邦軍の技術大尉でカミーユの父であり、同じく技術士官のヒルダの夫。妻同様仕事の虫であり、家庭を顧みることもない上に愛人（名前はテレビ・劇場版ではマルガリータ、小説版ではジュヌビェーブ・フォンサーン）もいる。家族との絆も薄れ、カミーユもそんな父に対し憎悪に近い感情を抱いている。ティターンズではガンダムMk-IIの開発に係わっており、MSの操縦も一応出来る。ガンダムMk-IIの出来には納得いかない部分があるようで、全く執着しない様子を見せる。
息子の行動のためヒルダとともに人質にされ、妻の死後カミーユやエマと共にティターンズからガンダムMk-IIを奪い、エゥーゴへと亡命する。なお、劇場版ではカミーユやエマと共にアレキサンドリアからMk-IIを奪って脱出するシーンがカットされている。その時、アーガマでエゥーゴの新鋭機リック・ディアスを見たフランクリンは、ティターンズに無い技術に並々ならぬ興味を示し連邦に持ち帰ろうと考え、その機体（クワトロ機）を盗み逃亡を企てる。しかし、逃亡中に乱戦に巻き込まれカミーユの目の前で被弾、脱出するも爆発によって絶命する。
愛人の姿を思い浮かべながら逃亡したり、カミーユがビーム・ライフルを自分に向けた際に「お前は親に銃を向けるのか？」と言いつつカミーユに対して発砲する（カミーユは一度も父に向けて発砲していない）など、家族を顧みない自己中心的な人物として描かれているが、小説版では彼の葛藤が詳しく描写されている。また、小説版ではリック・ディアスを奪って逃走しようとするところをレコアに射殺されるなど、テレビ・劇場版とは詳細が異なる。
『Define』では、妻ヒルダとともにカプセルに閉じ込められて宇宙空間に放出され、ジェリドのハイザックからの銃撃により死亡。リック・ディアス強奪の役目はカクリコンが代役となる。
『機動戦士ゼータガンダム1/2』では、スペック差は明らかなハーフガンダムとの模擬戦にガンダムMk-IIが連戦連敗とストレスを溜めて実戦装備での対戦をぶち上げる。カミーユに関しては彼が出場するjr.MS競技会のチケットをテストパイロットである2人に渡すなどしている。

### ブラン・ブルターク
Buran Blutarch
声 - 中村秀利 / 髙階俊嗣（パチンコ『CR フィーバー機動戦士Ζガンダム』以降の関連作品）
第13話から登場。地球連邦軍の士官で、階級は少佐。自らの能力に強い自信を持つが、それに見合うだけの非常に高い技量を誇るパイロットであり、優れた戦術眼を有する指揮官でもある。劇中に登場する連邦軍人においては珍しく、佐官でありながらMSで戦うことを好む。所属していたオークランド研がティターンズに急遽接収されているため、登場時にはティターンズ所属。だが連邦軍の実権を握りつつある新参者のティターンズのやり方は快く思っておらず、ティターンズを嫌悪する言動を隠していない。ただし「宇宙人は宇宙にいればよかったんだよ」と発言するなど、彼ら同様にスペースノイドには偏見をもっている。
ケネディ宇宙港から宇宙への脱出を図るエゥーゴとそれを支援するカラバの部隊を強襲し、彼らがジャブローで奪取したガルダ級大型輸送機「スードリ」を奪還。その後も北米大陸を脱出しようとするカラバの同級「アウドムラ」を、スードリを指揮して追撃し交戦する。途中、ティターンズからは撤退の要請を受けるも、手柄を掠め取るようなやり方に反発しこれを無視、追撃を続行する。また、カラバ追撃にあたりオーガスタ研究所の強化人間ロザミアと合流して指揮下に置くが、明らかな洗脳措置を受けて戦いへ駆り出されたことがうかがえる彼女の有様を見て、強化人間を生み出したティターンズの軍事優先思想に対しては不信感を抱く。
アッシマーを駆り、ケネディ宇宙港では発射準備中のシャトルとロベルトのリック・ディアスを撃墜（テレビ版のみ）。続く北米上空の戦闘では、可変モビルアーマーであるアッシマーの性能を活かした空中戦を展開し、ニュータイプであるカミーユ、クワトロを翻弄。アウドムラのブリッジ破壊へあと一歩のところまで迫るが、アムロの輸送機の乱入により撤退する。その後、カラバのヒッコリー基地上空にてアムロ・カミーユと交戦。ガンダムMk-IIを撃破寸前まで追い詰めるが、アムロのリック・ディアスに乗機を撃破され戦死する。彼の死により、スードリの指揮とカラバ追討の任務は副官であるベン・ウッダー大尉が引き継ぐ。
乗機であるアッシマーには並々ならぬ信頼と愛着を抱いているようである。劣勢に陥った際にもそれが揺らぐことはなく、その性能には絶対の信を置いていることを最期の瞬間まで窺わせている。
小説版では、アッシマーに搭乗しておらず、あくまで部隊指揮官として描かれている。ニューホンコンまで登場しており、アニメ版におけるベン・ウッダーの役割をほぼ踏襲した存在となっている。

### ベン・ウッダー
Ben Wooder
声 - 大林隆介（テレビ版） / 西前忠久（劇場版II）
ブラン・ブルターク少佐の副官で、階級は大尉。ティターンズの軍服を着用している。ブランが戦死したためにガルダ級「スードリ」を引き継ぎ、ムラサメ研究所の強化人間であるフォウを戦力に加える。ホンコン特務を使ってミライ・ノアら親子を人質にしたり、フォウのサイコ・ガンダムを本人に断りなく持ち出して戦闘を行ったり（サイコ・ガンダムはうまく扱えず、結局フォウに返している）と、任務遂行のためなら手段を選ばない強引な人物。
しかし、ブランのアッシマーとロザミア・バダムのギャプランを失ったスードリのMS隊はアウドムラのMS隊に対して劣勢であり、最後の手段としてスードリで特攻を試みるが、フォウのサイコ・ガンダムが裏切ってスードリに突っ込んだために阻止される。逆上した彼はフォウを拳銃で撃ち、機銃座でなおも抗戦するも、スードリを堕とされて戦死する。特攻直前に部下やナミカーに退艦命令を出すが、部下の中には自発的に艦に残った者も多数おり、平素から部下にかなり慕われていたことがわかる。
小説版ではオーガスタ研究所所属で、ブランの副官ではなく、初登場時にはザクに搭乗している。ブランはロザミアの精神安定剤的役割かと推量しており、ロザミアと男女関係にあることが暗示されている。アニメ版同様ニューホンコンまで登場するが、ブランが戦死せずニューホンコンまで登場してアニメ版のベン・ウッダーの役割をほぼ踏襲するため、出番はアニメ版より大幅に減っている。
漫画『機動戦士ガンダム C.D.A. 若き彗星の肖像』では、宇宙世紀0083年3月にゼブラゾーンに潜伏するジオン公国軍基地ヴァールシカ攻略のため、グリーン・ワイアット中将率いる連邦艦隊に中尉として所属。ジム・キャノンIIに搭乗し、ライラ・ミラ・ライラと共にシャア・アズナブルと交戦している。

### ムラサメ博士
本編には名前のみ登場し、小説『機動戦士Ζガンダム フォウ・ストーリー そして、戦士に…』に詳細が書かれているムラサメ研究所の所長。

### ローレン・ナカモト
Loren Nakamoto
声 - 屋良有作
連邦軍所属の科学者で、階級は中尉。劇場版には登場しない。また小説版では「ローレン・ハルツン」という名である。
グリプス戦役が勃発すると、オーガスタ研究所からティターンズに出向。ロザミア、ゲーツのコントロールを担当し、研究家ながらも実戦データ収集のためにゲーツのMSに同席して出撃もしている。その後、レコアがドゴス・ギアを攻撃した際に巻き込まれるが、死亡と生存の2説がある。
一年戦争時代から戦後に至るまでの経歴が派生作品や設定で何度も言及されている。ムック『GUNDAM WARS II MISSION ΖΖ』ガンダム開発史のページには、漂流していたティターンズ戦艦からムラサメ研究所（この設定ではオーガスタ研ではない）のローレンが救出され、アクシズに従うという経緯が語られている。同書の設定ではG-Vの設計をアクシズに渡す手引きをしているほか、連邦のサイコミュ技術をアクシズに導入する協力をしたとされている。雑誌企画『ガンダム・センチネル』では『MISSION ΖΖ』の設定をほぼ受け継ぎ、救助という記述こそないが、ガンダムMk-Vの1機をアクシズに引き渡したとしている。『機動戦士ガンダムUC』のメカニカル設定においては、ドーベン・ウルフの母体機であるガンダムMk-Vに搭載された準サイコミュ自体の開発にも携わっていたとされ、それにはローレンが過去に研究していた特殊OSの技術も役立っているとされる。
小説『機動戦士ガンダム外伝 THE BLUE DESTINY』では、一年戦争時はジオン公国のフラナガン機関に所属する科学者であったが、クルスト・モーゼスと共に地球連邦に亡命。EXAM研究所にてブルーディスティニーシリーズの開発に係わっている。
スマートフォンゲームアプリ『機動戦士ガンダム U.C. ENGAGE』のペッシェ・モンターニュを主人公とする一連のイベントでは、一年戦争以前からフラナガン機関の研究員であり、0087年のオーガスタ研究所ではエンゲージゼロ・サイコミュ試験型の改修および評価試験に携わっている。グリプス戦役末期には同僚のナナイ・ミゲルらとともにアクシズへの亡命を事前に画策しており、アニメーションでドゴス・ギア轟沈直前にノーマルスーツを着用して艦内を逃走するシーンが描かれた。0088年のネオ・ジオン軍ニュータイプ研究所では所長となり、ナナイとともに「リンク・サイコミュ」の開発をおこなう。「アムロシャアモード」では、0081年に「技師」としてムラサメ研究所に勤務するローレンに似た人物が登場するが、声優は異なる。
小説『フォウ・ストーリー そして、戦士に…』では本人は登場しないが名前が言及されており、過去にムラサメ研究所に所属していたが、主任に昇格したナミカーの部下になることを嫌い、本書前半（宇宙世紀0086年ごろ）よりも一年前にオーガスタ研に移ったという。その後もムラサメ博士のことは慕っており、ロザミアのことを含むオーガスタ研の情報を流している。なお同書では「若者」とされており、ムラサメ博士のもとに初めて来た時点では16歳だったという。
漫画『機動戦士ガンダム エコール・デュ・シエル』では宇宙世紀0085年12月の時点でオーガスタ研に所属している姿が見られる。
劇場版機軸で描かれた漫画『機動戦士Ζガンダム デイアフタートゥモロー ―カイ・シデンのレポートより―』では、ティターンズ崩壊時はキリマンジャロ基地勤務となっており、ナナイ・ミゲルと共にカラバの捕虜となり、結果的に生き残っている。
漫画『機動戦士ガンダム ヴァルプルギスEVE』では、第一次ネオ・ジオン抗争終結時には「ロン」の偽名でグラナダのニタ研に勤務しているが、のちにセラーナ・カーン率いるネオ・ジオン残党に合流する。
漫画『機動戦士ガンダム 逆襲のシャア BEYOND THE TIME』では、第二次ネオ・ジオン抗争直前の頃には零落し、ネオ・ジオンのニュータイプ研究所所長となった旧知のナナイ・ミゲルに役職の斡旋を請う様子が描かれている。

## アクシズ
ここには、アクシズに所属する人物を挙げる。
以下の人物の詳細は各項目を参照。
- ハマーン・カーン
- ミネバ・ラオ・ザビ

### ラミア
Lamia
声 - 石井成子
ミネバ・ラオ・ザビの侍女の一人。ミネバとともに中立地帯のサイド2・13バンチコロニーに滞在中、ティターンズとエゥーゴの戦闘に巻き込まれて負傷し、ミネバの様子を見に来たクワトロにミネバの将来を託し死亡する。
漫画『機動戦士ガンダム C.D.A. 若き彗星の肖像』では、ミネバがザビ家の正統後継者に決定して以後、身の回りの世話に携わっている。小説『機動戦士ガンダムUC』では、幼い頃にラミアを質問責めにしたことをミネバが回想するシーンがある。

## 民間人・その他
ここには、上記のいずれにも所属しない民間人やその他の人物を挙げる。
以下の人物の詳細は各項目を参照。
- ウォン・リー
- カイ・シデン
- キッカ・コバヤシ
- セイラ・マス
- ハサウェイ・ノア
- フラウ・コバヤシ
- ミライ・ノア
- レツ・コバヤシ
- ララァ・スン（※回想シーンに登場）

### アメリア
カクリコンの恋人で、地球に住んでいる。カクリコンが大気圏突入に失敗し、燃え尽きる間際に思い浮かべた後姿しか登場しない。資料によっては「アメリヤ」とも表記される。
漫画『機動戦士Ζガンダム Define』では、地球連邦軍士官付きの秘書とされており、ティターンズ入隊テストに落第し続けるカクリコンのために、合格の便宜を図って機密事項を漏洩している。

### ステファニー・ルオ
Stephanie Luio
声 - 湯田真子（テレビ版） / 夏樹リオ（劇場版II、『NT』）
テレビ版と『ガンダムNT』ではルオ・ウーミンの娘、劇場版ではウォン・リーの娘でルオの子息の夫人（ルオ・ウーミンの息子の妻で義理の娘）。地上でアナハイム・エレクトロニクスの活動を援助する女性。ルオ商会の全権を委譲されており、特に経済特区であるニューホンコンでは影響力が大きい。デザインの安彦良和は「華僑なんだし、中国人にしたほうが面白い」と主張したが、監督の富野由悠季の希望でブロンドの女優をモデルにさせられたとのこと。
カミーユの人物評がコロコロ変わった人物でもあり、当初は「暖かみを持った人」というプラス評価だったのに対し、その後、勝手にアウドムラを抜け出したカミーユに手をあげ「女ウォン・リー」とこき下ろされている。

### チェーミン・ノア
Cheemin Noa
声 - 水谷優子（テレビ版第17話 - 第18話） / 荘真由美（テレビ版、『逆襲のシャア』） / 新井里美（劇場版II）
ブライトとミライの娘で、ハサウェイの妹。後の映画『機動戦士ガンダム 逆襲のシャア』でも登場する。小説『機動戦士ガンダム 閃光のハサウェイ』では名前のみ登場。
外見は母親似だが、カミーユの愛機であるガンダムMk-IIに興味を示すなど内面は父親似のようである。

### ファ・ユイリィの母
声 - 藤井佳代子
ファの母親。スレンダーな娘のファと違ってかなり肥えている。ティターンズの収容所に夫と一緒に送られた後は行方不明。

### メズーン・メックス
声 - 小滝進（現・大滝進矢）
カミーユが通うハイスクールの空手部の主将。カミーユの上級生で、仮病をつかって部活をサボろうとするカミーユを咎める。劇場版には登場しない。テレビ版の初期設定ではアーガマの一員（メカニックマン）となる予定であったが、第1話のみの登場だけになった。
ゲーム『機動戦士ガンダム ギレンの野望 アクシズの脅威』では、エゥーゴの補充パイロットとして登場している。

### メラニー・ヒュー・カーバイン
Melanie Hue Carbine
声 - 上田敏也
アナハイム・エレクトロニクス (AE) 社の会長で実質的な指導者であり、月商工会議所会長や地球連邦商業通信協議会理事、地球連邦議会商工業諮問機関理事なども兼務している。67歳。エゥーゴのスポンサーという立場から作戦立案までを左右するが、彼が直接手を下す事はほとんどない。
グリプス戦役ではエゥーゴの急進派を支援して戦争を誘発させるが、その理由は莫大な消費地帯としての宇宙産業を利用して低調傾向の経済を再活性化させることであり、エゥーゴのイデオロギーに共感してはいない。そのため、エゥーゴをコントロールするためにウォン・リーを派遣している。アクシズのハマーンとの直接交渉のみ、唯一みずからが陣頭指揮を取っている。小説版では士官学校でジャミトフと同期であり、連邦軍に入ったジャミトフは、軍ではなく実業家として大成功したカーバインに常に嫉妬しているとされる。
デラーズ紛争が勃発した宇宙世紀0083年時には、AE社のCEOであったとされる。
書籍『機動戦士ガンダム 公式設定資料集 アナハイム・ジャーナル U.C.0083-0099』によれば、ユダヤ人で中東紛争によって難民となり、ニューホンコンへ行き、そこで商売のやり方を覚えたとのこと。0099年時には存命している。なおこの書籍の中で彼はジオン・ズム・ダイクンとシャア・アズナブルの事を酷評している。『機動戦士ガンダムUC』によれば、宇宙世紀0096の時点では会長職から引退している様子。
なお、『機動戦士Ζガンダム』の準備稿によれば、メラニーの究極的な目的は、地球上の人間を全て宇宙に上げてコロニーに移住させて、イスラエルの聖地をユダヤ民族の手に取り戻す事であり、メラニーがコロニー政策を進めてきたのは民族運動の一環であるとされる。

### ランバン・スクワーム
声 - 塩屋浩三
カミーユの所属する空手部の副キャプテン。劇場版には登場しない。

### ルオ・ウーミン
ステファニー・ルオの父親（劇場版では義父）だが、劇中には名前しか登場していない。ニューホンコンを中心とする裏社会を牛耳っており、うっかり彼の名前を出したアムロはステファニーの判断と命令で、ルオ商会の警護役の男達に袋叩きにされ、強引に秘密裏のエゥーゴ支援の交渉の場に引きずり込まれる。ルオ商会組織全体で強引さもあり機密保持に神経質でもある。表向きは娘に全権を委任している。
劇場アニメーション『機動戦士ガンダムNT』では、冷凍睡眠カプセルに入った状態で登場する。